# Simonshagen
Simonshagen ist ein bewohnter Gemeindeteil der Gemeinde Groß Pankow im Landkreis Prignitz in Brandenburg. Es gehört zum Ortsteil Klein Gottschow.

## Geografie und Verkehrsanbindung
Simonshagen liegt südwestlich des Kernortes Groß Pankow an der Kreisstraße K 7016. Östlich verläuft die Landesstraße L 103. Südlich fließt der Jeetzbach, ein linker Zufluss zur Stepenitz, und verläuft die L 101.

## Sehenswürdigkeiten
Als Baudenkmal ist ausgewiesen (siehe Liste der Baudenkmale in Groß Pankow (Prignitz)#Simonshagen):
- Stall- und Speichergebäude des Vorwerks Simonshagen (Lindenallee 7)